# پواکوساتسی
پواک کاتسی (به انگلیسی: Powaqqatsi) یا زندگی در حال تغییر فیلمی ۹۹ دقیقه‌ای به کارگردانی گادفری رجیو است.